# Spálené Poříčí
Spálené Poříčí är en stad i Tjeckien.   Den ligger i regionen Plzeň, i den västra delen av landet, 80 km sydväst om huvudstaden Prag. Spálené Poříčí ligger 415 meter över havet och antalet invånare är 2 529.
Terrängen runt Spálené Poříčí är platt åt nordväst, men åt sydost är den kuperad. Spálené Poříčí ligger nere i en dal. Runt Spálené Poříčí är det glesbefolkat, med 14 invånare per kvadratkilometer. Närmaste större samhälle är Rokycany, 14,3 km norr om Spálené Poříčí. I omgivningarna runt Spálené Poříčí växer i huvudsak blandskog.